# Топка

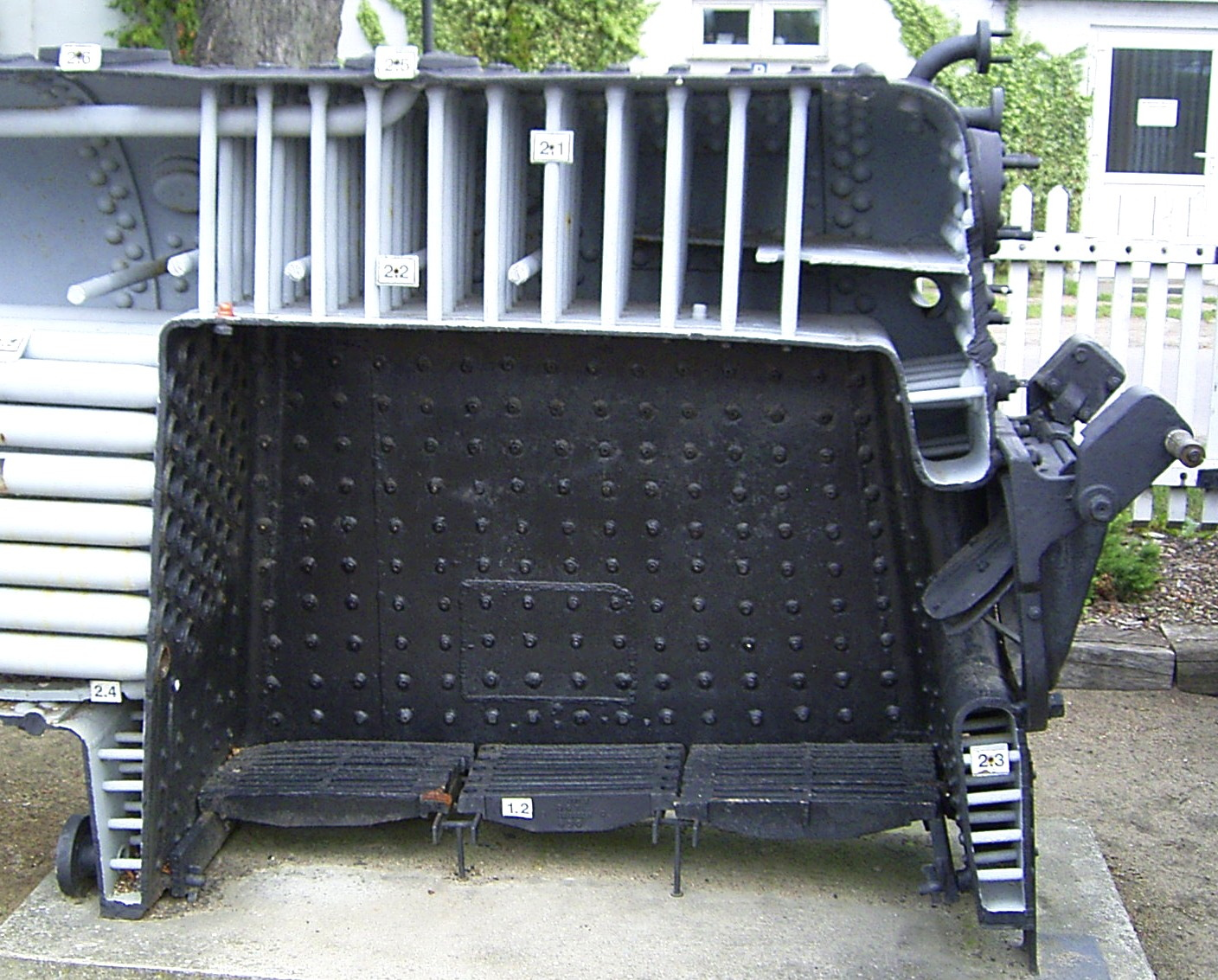
Розріз паровозної топки

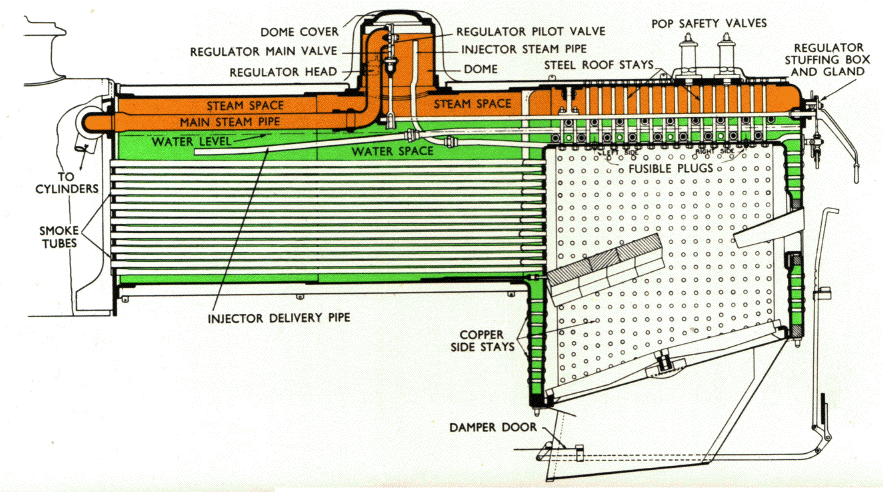
Схема паровозної топки

То́пка, паливник (англ. furnance) — частина (камера згоряння) парогенератора, водогрійного котла чи печі, в якій горить органічне тверде, рідке чи газоподібне паливо і утворюються гарячі димові гази та виділяється зола.
Тепло топкових газів використовують безпосередньо для технологічних або інших цілей (плавлення, сушіння тощо), а також для нагрівання робочого тіла — теплоносія (переважно води або пари), що його потім застосовують у теплообмінних апаратах, парових двигунах тощо.

## Конструктивні особливості
До основних частин топки належать пальник (або сукупність пальників) і топкова камера (або топковий простір), де відбувається і закінчується горіння. У деяких топках є топкові екрани (системи сталевих труб, всередині яких рухається вода або пароводяна суміш), застосування яких дає змогу захищати («екранувати») стінки топки від налипання шлаку і впливу високих температур, знижувати температуру димових газів на виході з топки.
Топкова камера (камера згоряння) може мати різні розміри і форму, які проєктуються інженерами-теплотехніками. До основних характеристик камери згоряння належать:
- об'єм камери;
- теплова потужність;
- коефіцієнт корисної дії;
- потужність і склад продуктів згоряння (в тому числі доля механічного і хімічного недопалу, що знижує ККД топки, і доля шкідливих речовин).

Фронтом (передньою стінкою) топки називається сторона, де розташовані завантажувальні дверцята і/або пальники; у деяких топок може бути два фронти один навпроти одного. У протилежній стінці (задній) зазвичай розташовується отвір для виходу продуктів згоряння (в енергетичних котлах має назву «вихідне вікно»); іноді гази видаляються в іншому напрямі, наприклад, вгору.

## Принцип роботи
У топкову камеру для забезпечення горіння подається паливо (тверде, рідке чи газоподібне) і окиснювач, звичайно повітря.
В топках парогенераторів продукти згоряння віддають своє тепло теплоносієві, що циркулює по екранних трубах, розміщених на стінках топкової камери.
В пічних технологічних топках тепло димових газів використовується у робочому просторі печі для теплової обробки матеріалів (або виробів).

## Класифікація топок
Топки для твердого палива бувають шарового типу (в них горіння протікає частково в шарі палива, частково— в топковому просторі, у киплячому чи циркулюючому киплячому шарі) і камерні (з факельним спалювання або вихровим (циклонним) спалюванням); для рідкого (мазут) і газоподібного палива — лише камерні.

### Шарові топки

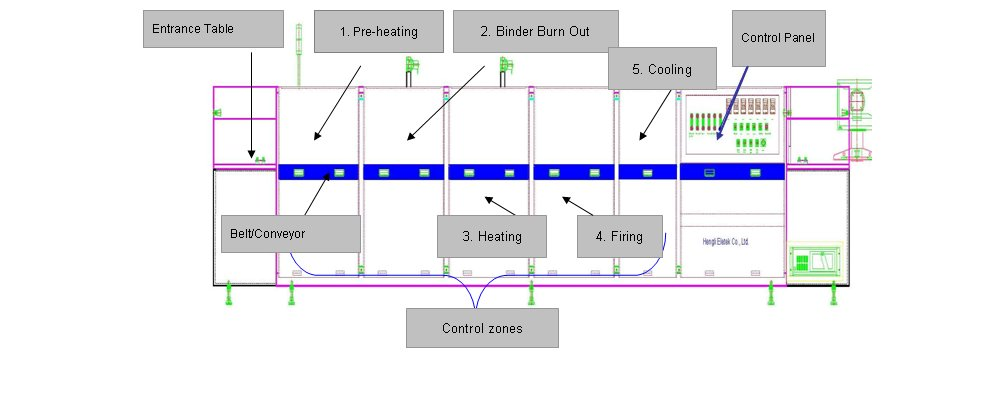
Конструктивна схема шарової топки з рухомою колосниковою решіткою

Шарова топка — топка, у якій горіння твердого палива, завантаженого шаром (зазвичай на колосникову решітку), відбувається у струмені повітря, що пронизує цей шар (переважно знизу вгору).

#### Топка з нерухомим шаром
Історично це перший тип спалювання палива, що бере початок від освоєння вогню стародавніми людьми у вигляді багаття. Паливо може завантажуватися вручну, через дверцята, або механічно, з бункера. Перед подачею в бункер паливу надається потрібна крупність подрібненням на дробарках, або, навпаки, формуванням паливних гранул (пелет).
За будовою колосникової решітки та характером руху по ній палива топки бувають наступних різновидів:
- з нерухомою колосниковою решіткою і нерухомим шаром палива (в тому числі якщо окремі колосники можуть повертатись або решітка струшується). Використовуються для невеликих парових котлів з продуктивністю до 1—2 т/год пари.
- з шаром палива, що переміщається на нерухомій решітці під дією гравітації. (наприклад, по нахиленій решітці) або шуруючої планки.
- топки шахтового типу, що мають розвинуту за висотою завантажувальну горловину (шахту), у якій відбувається підсушування, розігрівання і часткове виділення летких речовин. У міру згоряння палива вище розташовані підготовлені шари переміщаються в активну зону горіння на колосниковій решітці. Застосовуються переважно для котлів з паропродуктивністю до 6,5 т/год;
- з рухомою решіткою прямого (спереду до заду) або зворотного ходу. Застосовуються для котлів продуктивністю пари до 10…35 т/год і вище. Топки з прямим ходом решітки чутливі до якості палива, що приводить до не повного його згорання.

#### Топки киплячого шару
За конструктивними особливостями належить до шарових топок, але стан палива в них у зоні горіння суттєво відрізняється.
Особливість цього виду топки полягає у тому, що тверде паливо, яке перебуває в зоні горіння перебуває у псевдорозрідженому стані, що має назву «киплячий шар». Він утворюється за певної швидкості потоку повітря, що подається. При проходженні через шар палива потік «розсуває» частинки та збільшує його товщину (в 1,2…1,8 рази), зменшуючи щільність та не маючи спроможності винести частинки за межі шару.
Киплячий шар може бути високотемпературним і низькотемпературним (800—900 °C), нині[коли?] по ряду причин майже завжди використовується другий. Зокрема, в ньому дуже ефективно пригнічується виділення оксидів азоту і можна застосувати занурену поверхню теплообміну, до якої забезпечується високий коефіцієнт тепловіддачі (нагріті частинки палива стикаються з нею безпосередньо, і частина тепла передається не конвекцією, а теплопровідністю).
По мірі вигорання палива дрібні його частинки виносяться у простір топки і там згоряють, при чому температура горіння в киплячому нижньому шарі є нижчою (1000…1200 °C) у порівняння з температурою горіння у щільному шарі. Куски палива (розміром 2…12 мм) у киплячому шарі інтенсивно обдуваються повітрям, що сприяє високій швидкості їх спалювання. Для регулювання температури шару з метою уникнення шлакування можна вводити воду або водяну пару.
Топки киплячого шару не чутливі до якості палива за хімічним складом, але чутливі до однорідності фракційного складу частинок палива та інертної засипки. Горіння в цих топках відбувається інтенсивніше, ніж у звичайних шарових при менших габаритах, однак для них потрібна повітророзподільна решітка й вентилятор більшої продуктивності. До інших недоліків цього типу топок слід віднести:
- винесення до 20—30 % всього вуглецю палива (тому ці топки рекомендують використовувати при можливості допалювання виносу розміром до 1 мм у робочому просторі котла);
- зашлаковування міжсоплового простору і самих сопел повітророзподільчих колосникових решіток при недостатньому динамічному напорі повітря;
- значне абразивне зношування поверхонь теплопередавання, особливо у занурених.

### Камерні топки
Камерна топка — топка котла, в якій пиловидне, рідке або газоподібне паливо спалюється у факелі. За способом спалювання палива такі топки поділяються на топки факельного і вихрового спалювання.

#### Топки факельного спалювання
Факельні топки — це різновид камерних топок.
Принцип факельного способу полягає в тому, що спалювання здійснюється в просторі топки. Рідке паливо форсунками розпорошується на дрібні краплі, а тверде паливо подрібнюється млинами до пилоподібного стану, подається разом з повітрям в топку і спалюється там в підвішеному стані. Позаяк поверхня пилу є більшою за поверхню шматка вугілля, то прогрівання частинок, вихід летких речовин і вигорання коксу відбувається швидше, а значить при однаковій площі поперечного перерізу топки факельного способу забезпечують вищу теплову потужність.

#### Топки з вихровим (циклонним) спалюванням
Вихрова топка — камерна топка з багатократною циркуляцією паливо-повітряної суміші, яка досягається спеціальною формою стінок топки, компоновкою пальників та способом передачі палива та повітря.
У топках цієї конструкції спалюється дроблене тверде паливо (куски 5…10 мм). Перевага — зниження затрат (у порівнянні з твердопаливними факельними топками) на подрібнення палива, але застосовується порівняно рідко через складність конструкції.

#### Класифікація камерних топок за конфігурацією топкового простору
За конфігурацією топкового простору розрізняють:
- відкриті топки з твердим шлаковидаленням, рідинним шлаковидаленням і газово-мазутні. Всі відкриті топки мають горизонтальний поперечний переріз у вигляді прямокутника. Їх, також, називають топками призматичного типу. У верхній частині топки часто виконується аеродинамічний виступ, що служить для покращення аеродинамічної картини на виході з топки.
- напіввідкриті топки з рідинним шлаковидаленням і газово-мазутні.
- двокамерні і трикамерні топки з рідинним шлаковидаленням, рідше, газово-мазутні. Відрізняльною ознакою двокамерних топок є шлаковловлювальний пучок. Зазвичай це випарна поверхня нагріву з труб більшого діаметра, які зовні покриті карборундовою обмазкою. Шлаковловлювальний пучок необхідний для збільшення коефіцієнта шлаковидалення (для двокамерних топок він становить 0,4). Для цього пучка доводиться використовувати випарну поверхню нагріву, тому він працює в зоні високих температур (1500…1600 °C) і його необхідно охолоджувати.

#### Класифікація камерних газово-мазутних топок за компонуванням пальників
За способом компонування пальників розрізняють топки:
- з фронтальним компонуванням (пальники можуть розташовуватися в 1..5 ярусів);
- із зустрічним компонуванням (пальники можуть розташовуватися в 1..5 ярусів);
- із зустрічно-зміщеним компонуванням (пальники можуть розташовуватися в 1..2 яруси);
- з тангенціальним компонуванням. Використовується при твердому і рідкому шлаковидаленні. Осі пальників в ярусі розташовані по дотичній до умовного кола діаметром Dy (залежить від виду шлаковидалення). Топка найчастіше близька до квадратної. У ярусі може бути 4, 6, 8 пальників (пальники можуть розташовуватися в 1..5 ярусів);
- з подовим компонуванням (використовується лише у газово-мазутних топках);
- із стельовим компонуванням (в інверторних котлах);
- із L-подібним компонуванням.

Знайшли широке застосування фронтальне, зустрічне і тангенціальне компонування. Зустрічне і тангенціальне компонування зустрічаються на котлах будь-якої паропродуктивності при спалюванні газу, мазуту та інших видів палив з будь-яким шлаковидаленням. Фронтальне компонування використовується на котлах продуктивністю D≤320 т/год при спалюванні газу, мазуту і твердих палив з твердим шлаковидаленням. Решта видів зустрічаються рідко.